# Tina!: 50th Anniversary Tour
Tina!: 50th Anniversary Tour è stato il nono ed ultimo tour mondiale della cantante statunitense Tina Turner, il primo dopo otto anni di assenza dalle scene con il fortunatissimo Twenty Four Seven Tour. 
Il debutto avvenne nell'ottobre 2008 nel Regno Unito per promuovere la raccolta Tina!, uscita lo stesso anno, e si protrasse fino al 2009 toccando oltre 40 città tra Nord America e Europa.
La Turner dimostrò la sua perdurante rilevanza nel mercato discografico e nella vendita dei biglietti totalizzando oltre 37 concerti sold out e 47,7 milioni di dollari di incassi nel solo continente americano e 47 date sold out e un incasso di 84,8 milioni di dollari in Europa, rendendolo il nono tour del 2009 per incassi totali.

## Scaletta
1. Get Back (strumentale)
2. Steamy Windows
3. Typical Male
4. River Deep - Mountain High
5. What You Get Is What You See (contiene elementi di Overnight Sensation)
6. Better Be Good to Me
7. Ninja Chase (intermezzo)
8. The Acid Queen (contiene elementi di Won't Get Fooled Again)
9. What's Love Got to Do with It?
10. Private Dancer
11. Weapons (intermezzo)
12. We Don't Need Another Hero
13. I Don't Wanna Fight (intermezzo)
14. Help
15. Let's Stay Together
16. Undercover Agent for the Blues
17. I Can't Stand the Rain
18. Medley: Jumping Jack Flash/It's Only Rock 'n Roll (But I Like It)
19. 009 Encounter (intermezzo)
20. GoldenEye
21. Addicted to Love
22. The Best
23. Proud Mary
24. Nutbush City Limits
25. Be Tender with Me Baby[3]

## Date concerti e incassi
| Data             | Città             | Stato        | Luogo                             | Biglietti disponibili / Biglietti venduti | Incasso                                   |
| Nord America     | Nord America      | Nord America | Nord America                      | Nord America                              | Nord America                              |
| ---------------- | ----------------- | ------------ | --------------------------------- | ----------------------------------------- | ----------------------------------------- |
| 1º ottobre 2008  | Kansas City       | Stati Uniti  | Sprint Center                     | 26 884 / 26 884 (100%)                    | 2 831 553$                                |
| 3 ottobre 2008   | Chicago           | Stati Uniti  | United Center                     | 25 138 / 25 138 (100%)                    | 2 816 458$                                |
| 4 ottobre 2008   | Chicago           | Stati Uniti  | United Center                     | 25 138 / 25 138 (100%)                    | 2 816 458$                                |
| 6 ottobre 2008   | Rosemont          | Stati Uniti  | Allstate Arena                    | 11 766 / 11 766 (100%)                    | 1 234 115$                                |
| 8 ottobre 2006   | Kansas City       | Stati Uniti  | Sprint Center                     | già conteggiati nelle due date precedenti | già conteggiati nelle due date precedenti |
| 9 ottobre 2008   | Minneapolis       | Stati Uniti  | Target Center                     | 11 495 / 11 495 (100%)                    | 1 118 743$                                |
| 13 ottobre 2008  | Los Angeles       | Stati Uniti  | Staples Center                    | 27 066 / 27 066 (100%)                    | 2 932 205$                                |
| 14 ottobre 2008  | Anaheim           | Stati Uniti  | Honda Center                      | 11 597 / 11 597 (100%)                    | 1 135 039$                                |
| 16 ottobre 2008  | Los Angeles       | Stati Uniti  | Staples Center                    | già conteggiati nella data precedente     | già conteggiati nella data precedente     |
| 19 ottobre 2008  | San Jose          | Stati Uniti  | HP Pavilion at San Jose           | 24 126 / 24 126 (100%)                    | 2 477 934$                                |
| 20 ottobre 2008  | San Jose          | Stati Uniti  | HP Pavilion at San Jose           | 24 126 / 24 126 (100%)                    | 2 477 934$                                |
| 22 ottobre 2008  | Sacramento        | Stati Uniti  | ARCO Arena                        | 12 665 / 12 665 (100%)                    | 1 343 774$                                |
| 24 ottobre 2008  | Glendale          | Stati Uniti  | Jobing.com Arena                  | 12 665 / 12 665 (100%)                    | 1 343 774$                                |
| 26 ottobre 2008  | Dallas            | Stati Uniti  | American Airlines Center          | 13 747 / 13 747 (100%)                    | 1 508 500$                                |
| 27 ottobre 2008  | Houston           | Stati Uniti  | Toyota Center                     | 11 950 / 11 950 (100%)                    | 1 238 762$                                |
| 30 ottobre 2008  | Miami             | Stati Uniti  | American Airlines Arena           | 10 885 / 10 885 (100%)                    | 1 043 106$                                |
| 2 novembre 2008  | Sunrise           | Stati Uniti  | BankAtlantic Center               | 12 769 / 12 769 (100%)                    | 1 468 461$                                |
| 5 novembre 2008  | Orlando           | Stati Uniti  | Amway Arena                       | 11 544 / 11 544 (100%)                    | 1 224 534$                                |
| 9 novembre 2008  | Atlanta           | Stati Uniti  | Philips Arena                     | 26 028 / 26 028 (100%)                    | 2 585 972$                                |
| 10 novembre 2008 | Atlanta           | Stati Uniti  | Philips Arena                     | 26 028 / 26 028 (100%)                    | 2 585 972$                                |
| 13 novembre 2008 | Toronto           | Canada       | Air Canada Centre                 | 44 587 / 44 587 (100%)                    | 3 842 065$                                |
| 16 novembre 2008 | Boston            | Stati Uniti  | TD Banknorth Garden               | 24 845 / 24 845 (100%)                    | 2 632 184$                                |
| 17 novembre 2008 | Boston            | Stati Uniti  | TD Banknorth Garden               | 24 845 / 24 845 (100%)                    | 2 632 184$                                |
| 20 novembre 2008 | Auburn Hills      | Stati Uniti  | The Palace                        | 13 416 / 13 416 (100%)                    | 976 816$                                  |
| 23 novembre 2008 | Washington        | Stati Uniti  | Verizon Center                    | 27 257 / 27 257 (100%)                    | 3 016 512$                                |
| 24 novembre 2008 | Washington        | Stati Uniti  | Verizon Center                    | 27 257 / 27 257 (100%)                    | 3 016 512$                                |
| 26 novembre 2008 | Newark            | Stati Uniti  | Prudential Center                 | 25 917 / 25 917 (100%)                    | 2 133 978$                                |
| 27 novembre 2008 | Newark            | Stati Uniti  | Prudential Center                 | 25 917 / 25 917 (100%)                    | 2 133 978$                                |
| 29 novembre 2008 | Filadelfia        | Stati Uniti  | Wachovia Spectrum                 | 10 820 / 10 820 (100%)                    | 909 968$                                  |
| 1º dicembre 2008 | New York          | Stati Uniti  | Madison Square Garden             | 13 887 / 13 887 (100%)                    | 1 782 685$                                |
| 3 dicembre 2008  | Uniondale         | Stati Uniti  | Nassau Veterans Memorial Coliseum | 25 005 / 25 005 (100%)                    | 2 571 933$                                |
| 4 dicembre 2008  | Uniondale         | Stati Uniti  | Nassau Veterans Memorial Coliseum | 25 005 / 25 005 (100%)                    | 2 571 933$                                |
| 6 dicembre 2008  | Hartford          | Stati Uniti  | XL Center                         | 11 848 / 11 848 (100%)                    | 1 122 830$                                |
| 8 dicembre 2008  | Montréal          | Canada       | Centre Bell                       | 25 767 / 25 767 (100%)                    | 2 325 184$                                |
| 10 dicembre 2008 | Montréal          | Canada       | Centre Bell                       | 25 767 / 25 767 (100%)                    | 2 325 184$                                |
| 12 dicembre 2008 | Toronto           | Canada       | Air Canada Centre                 | già conteggiati nella data precedente     | già conteggiati nella data precedente     |
| 13 dicembre 2008 | Toronto           | Canada       | Air Canada Centre                 | già conteggiati nella data precedente     | già conteggiati nella data precedente     |
| Europa           |                   |              |                                   |                                           |                                           |
| 14 gennaio 2009  | Colonia           | Germania     | Lanxess Arena                     | -                                         | -                                         |
| 15 gennaio 2009  | Colonia           | Germania     | Lanxess Arena                     | -                                         | -                                         |
| 18 gennaio 2009  | Colonia           | Germania     | Lanxess Arena                     | -                                         | -                                         |
| 19 gennaio 2009  | Colonia           | Germania     | Lanxess Arena                     | -                                         | -                                         |
| 22 gennaio 2009  | Anversa           | Belgio       | Sportpaleis                       | 54 573 / 54 573 (100%)                    | 6 158 387$                                |
| 23 gennaio 2009  | Anversa           | Belgio       | Sportpaleis                       | 54 573 / 54 573 (100%)                    | 6 158 387$                                |
| 26 gennaio 2009  | Berlino           | Germania     | O2World                           | -                                         | -                                         |
| 27 gennaio 2009  | Berlino           | Germania     | O2World                           | -                                         | -                                         |
| 30 gennaio 2009  | Amburgo           | Germania     | Color Line Arena                  | -                                         | -                                         |
| 31 gennaio 2009  | Amburgo           | Germania     | Color Line Arena                  | -                                         | -                                         |
| 3 febbraio 2009  | Amburgo           | Germania     | Color Line Arena                  | -                                         | -                                         |
| 4 febbraio 2009  | Hannover          | Germania     | TUI Arena                         | -                                         | -                                         |
| 7 febbraio 2009  | Vienna            | Austria      | Wiener Stadthalle                 | -                                         | -                                         |
| 8 febbraio 2009  | Vienna            | Austria      | Wiener Stadthalle                 | -                                         | -                                         |
| 11 febbraio 2009 | Anversa           | Belgio       | Sportpaleis                       | già conteggiati nelle due date precedenti | già conteggiati nelle due date precedenti |
| 12 febbraio 2009 | Anversa           | Belgio       | Sportpaleis                       | già conteggiati nelle due date precedenti | già conteggiati nelle due date precedenti |
| 15 febbraio 2009 | Zurigo            | Svizzera     | Hallenstadion                     | -                                         | -                                         |
| 16 febbraio 2009 | Zurigo            | Svizzera     | Hallenstadion                     | -                                         | -                                         |
| 19 febbraio 2009 | Mannheim          | Germania     | SAP Arena                         | -                                         | -                                         |
| 20 febbraio 2009 | Mannheim          | Germania     | SAP Arena                         | -                                         | -                                         |
| 23 febbraio 2009 | Monaco di Baviera | Germania     | Olympiahalle                      | -                                         | -                                         |
| 24 febbraio 2009 | Monaco di Baviera | Germania     | Olympiahalle                      | -                                         | -                                         |
| 27 febbraio 2009 | Monaco di Baviera | Germania     | Olympiahalle                      | -                                         | -                                         |
| 28 febbraio 2009 | Monaco di Baviera | Germania     | Olympiahalle                      | -                                         | -                                         |
| 3 marzo 2009     | Londra            | Inghilterra  | The O2 Arena                      | 86 458 / 89 080 (97%)                     | 9 207 835$                                |
| 4 marzo 2009     | Londra            | Inghilterra  | The O2 Arena                      | 86 458 / 89 080 (97%)                     | 9 207 835$                                |
| 7 marzo 2009     | Londra            | Inghilterra  | The O2 Arena                      | 86 458 / 89 080 (97%)                     | 9 207 835$                                |
| 8 marzo 2009     | Londra            | Inghilterra  | The O2 Arena                      | 86 458 / 89 080 (97%)                     | 9 207 835$                                |
| 16 marzo 2009    | Parigi            | Francia      | Palais Omnisports de Paris-Bercy  | 32 834 / 35 656 (92%)                     | 4 235 687$                                |
| 17 marzo 2009    | Parigi            | Francia      | Palais Omnisports de Paris-Bercy  | 32 834 / 35 656 (92%)                     | 4 235 687$                                |
| 21 marzo 2009    | Arnhem            | Paesi Bassi  | GelreDome                         | 88 693 / 96 499 (92%)                     | 8 430 511$                                |
| 22 marzo 2009    | Arnhem            | Paesi Bassi  | GelreDome                         | 88 693 / 96 499 (92%)                     | 8 430 511$                                |
| 26 marzo 2009    | Dublino           | Irlanda      | The O2                            | -                                         | -                                         |
| 27 marzo 2009    | Dublino           | Irlanda      | The O2                            | -                                         | -                                         |
| 30 marzo 2009    | Manchester        | Inghilterra  | Manchester Evening News Arena     | -                                         | -                                         |
| 31 marzo 2009    | Manchester        | Inghilterra  | Manchester Evening News Arena     | -                                         | -                                         |
| 3 aprile 2009    | Manchester        | Inghilterra  | Manchester Evening News Arena     | -                                         | -                                         |
| 4 aprile 2009    | Manchester        | Inghilterra  | Manchester Evening News Arena     | -                                         | -                                         |
| 7 aprile 2009    | Birmingham        | Inghilterra  | National Indoor Arena             | -                                         | -                                         |
| 8 aprile 2009    | Birmingham        | Inghilterra  | National Indoor Arena             | -                                         | -                                         |
| 11 aprile 2009   | Dublino           | Irlanda      | The O2                            | -                                         | -                                         |
| 12 aprile 2009   | Dublino           | Irlanda      | The O2                            | -                                         | -                                         |
| 17 aprile 2009   | Oslo              | Norvegia     | Telenor Arena                     | 15 014 / 17 050 (82%)                     | 1 737 664$                                |
| 19 aprile 2009   | Stoccolma         | Svezia       | Ericsson Globe                    | 19 481 / 21 748 (89%)                     | 2 374 688$                                |
| 20 aprile 2009   | Stoccolma         | Svezia       | Ericsson Globe                    | 19 481 / 21 748 (89%)                     | 2 374 688$                                |
| 23 aprile 2009   | Helsinki          | Finlandia    | Hartwall Areena                   | 22 501 / 22 501 (100%)                    | 3 441 843$                                |
| 24 aprile 2009   | Helsinki          | Finlandia    | Hartwall Areena                   | 22 501 / 22 501 (100%)                    | 3 441 843$                                |
| 27 aprile 2009   | Praga             | Rep. Ceca    | O2 Arena                          | 15 812 / 16 000 (99%)                     | 1 391 282$                                |
| 29 aprile 2009   | Parigi            | Francia      | Palais Omnisports de Paris-Bercy  | già conteggiati nelle due date precedenti | già conteggiati nelle due date precedenti |
| 30 aprile 2009   | Anversa           | Belgio       | Sportpaleis                       | già conteggiati nelle due date precedenti | già conteggiati nelle due date precedenti |
| 2 maggio 2009    | Arnhem            | Paesi Bassi  | GelreDome                         | già conteggiati nelle due date precedenti | già conteggiati nelle due date precedenti |
| 3 maggio 2009    | Londra            | Inghilterra  | The O2 Arena                      | già conteggiati nelle due date precedenti | già conteggiati nelle due date precedenti |
| 5 maggio 2009    | Sheffield         | Inghilterra  | Sheffield Arena                   | -                                         | -                                         |
| TOTALE           | TOTALE            | TOTALE       | TOTALE                            | 808 394 / 827 245 (98%)                   | 84 798 974$                               |

## Personale
Band
- Chitarra: Laurie Wisefield e John Miles
- Basso: Warren McRae
- Batteria: Jack Bruno
- Percussioni: Euge Groove
- Tastiera: Ollie Marland e Joel Campbell
- Sassofono: Euge Groove
- Coristi: Joel Campbell, Stacy Campbell, Lisa Fischer, John Miles, Ollie Marland e Laurie Wisefield
- Ballerini: Djeneba Aduayom, Solange Guenier, Ferly Prado e Clare Turton
- Ninjas: Philip Sahagun, Jesse "Justice" Smith, Danny Sre e Xin Wuku

Personale tecnico
- Produttore esecutivo: Roger Davies
- Direttore esecutivo: Nick Cua
- Produttore associato: Toni Basil e Baz Halpin
- Coordinatore: Bill Buntain e Bonus Management Inc.
- Direttore creativo: Baz Halpin
- Luci: Kathy Beer
- Musical Director: Ollie Marland
- Regia: Larn Poland
- Coreografo: Toni Basil
- Costumista: Bob Mackie[9]
- Design luci: Baz Halpin
- Design di produzione: Baz Halpin e Mark Fisher
- Set Design: Mark Fisher
- Video: Olivier Goulet (Geodezik)
- Production Manager: Malcom Weldon
- Stage Manager: Seth Goldstein

- Tour Manager: Donna Parise
- Assistente alla produzione: Dori Venza

Crew
- Capo carpentiere: Timothy Woo
- Carpentieri: Alan Doyle, Robert Gallegos, Jacque Richard, Colin Paynter, Daniel Witmyer e Christopher Woo
- Ingegnere: Graham Holwill
- Monitor Tech: Richard Schonedel
- Ingegnere del suono: David Natale
- Coordinatore capo luci: Ian Tucker
- Personale luci: Thomas Bider, Doug Eder, Andrew David Johnson, Mike Merle e Steven “Six” Schwind
- Contenuti video: Nick Morris
- Consulente video: Bob Brigham
- Video Playback: David Boisvert
- Operatori: Tracy Calderon, Nick Ruocco, Nicholas Weldon e Shawn Worlow
- Tecnici audio: Sean Baca, Jeremy Bolton e Joshua Weibel
- Assistenti coreografi: Nina Flagg, Marissa Labog e Katie Orr
- Assistente costumista: Joe McFate
- Guardaroba: Helen “Mel” Dykes, Julie Frankham, Bonnie Flesland e Jennifer Jacobs
- Calzature: Empori Armani, Giorgio Armani, Manolo Blahnik e Christian Louboutin
- Hair Design/Styling: Serena Radaelli e Arthur John
- Make Up: Yvette Beebe
- Cuoco: Didier Uebersax
- Dressing Room: Lyndsey Burns
- Assistente esecutivo: Rhonda Graam
- Assistente del personale: Julie Frankham
- Sicurezza: Bernard “Bernd” Belka e Anthony Robinson